# Gymnoschoenus anceps
Gymnoschoenus anceps är en halvgräsart som först beskrevs av Robert Brown, och fick sitt nu gällande namn av Charles Baron Clarke. Gymnoschoenus anceps ingår i släktet Gymnoschoenus och familjen halvgräs. Inga underarter finns listade i Catalogue of Life.